# Florentino Ballesteros
Florentino Ballesteros (Zaragoza, 11 de enero de 1893-Madrid, 24 de abril de 1917) fue un torero español que cuajó como matador de toros en las temporadas de 1916 y 1917, año en que una grave cornada le produjo la muerte. 
Llegó a contratar 63 corridas en 1916 y toreó en la llamada «Edad de Oro del toreo» junto a figuras como José Gómez, «Joselito» y en plazas de primer orden, como Madrid, Barcelona o Valencia.

## Biografía
Nació en la calle del Caballo, tradicionalmente lugar de prostitución callejera de Zaragoza, y poco más tarde fue depositado en el Hospicio Provincial. De orfanato en orfanato fue transcurriendo su niñez. Hasta los cinco años se crio en Loscos (Teruel), más tarde, en el hospicio de Calatayud y, por último, de nuevo en el de Zaragoza. Allí aprendió el oficio de pintor.
Desde 1905, acudía a los eventos taurinos de la plaza de toros de la Misericordia, en los que frecuentemente se arrojó como espontáneo tratando de merecer una oportunidad como torero. Esta le llegó el 14 de agosto de 1910 como banderillero, pero no fue hasta dos años más tarde que se mostró toreando como novillero en toda España, cosechando abundantes éxitos entre 1912 y 1915.
El 13 de abril de 1916 tomó la alternativa de manos del célebre Joselito. Esa temporada Florentino Ballesteros tenía ya contratadas 63 corridas, pero en la cuadragésimo quinta de ellas, en la plaza de Morón recibió una grave cornada en el pecho, de la que logró recuperarse.
La temporada siguiente, la de 1917, toreó en Madrid, Barcelona y Valencia. El 22 de abril, compartiendo cartel una vez más con Joselito, el toro célebre Cocinero, le hirió de nuevo gravemente en el pecho, muriendo en la madrugada del día siguiente.
Se le consideró un torero artista, si bien no exento de valor. Su trágico y prematuro final truncó una carrera que se presagiaba brillante a sus veinticuatro años. 

## Matrimonio
A los 21 años se casó con Candelaria, con la que tuvo dos hijos, Candelaria, quien a su vez tendría dos hijos Pablo Martínez de San Vicente Ballester y Natalia Martínez de San Vicente Ballester, mientras que Florentino, quien también fue torero aunque de menor talla y que terminó emigrando a Venezuela.

## Entierro
Tras su cogida mortal en Madrid, su cuerpo fue trasladado a Zaragoza donde se instaló una capilla ardiente en la iglesia del Hospicio, su féretro fue portado a hombros por los "chicos del hospicio" a hombros en una multitudinaria y conmovedora manifestación de duelo hasta el cementerio de Torrero, en cuyo nicho nº 138 fue inhumado y donde hoy en día se encuentra su mausoleo, construido con los beneficios de una corrida benéfica para la creación del mismo en el 1957.

## Biografía
- Voz «Florentino Ballesteros» Archivado el 9 de septiembre de 2012 en Wayback Machine., en la Gran Enciclopedia Aragonesa (en línea).
- ZAPATER, Alfonso, Tauromaquia aragonesa, Zuera (Zaragoza), Urusaragon, 1998, vol. III, págs. 97-98. ISBN 978-84-923859-0-4. Apud «Florentino Ballesteros». (Página web de información de Loscos).

- Datos: Q3074156
- Multimedia: Florentino Ballesteros / Q3074156